# Sân bay quốc tế Yap
Sân bay quốc tế Yap (IATA: YAP, ICAO: PTYA, FAA LID: T11) là sân bay trên Yap, hòn đảo chính của bang Yap ở Liên bang Micronesia. Sân bay nhận các chuyến bay thương mại thường xuyên từ Guam. Pacific Missionary Aviation thực hiện các chuyến đi định kỳ đến các sân bay ngoài đảo của đảo san hô Ulithi và đảo Fais. Sân bay Woleai hiện đang đóng cửa để sửa chữa. 